# 塞拉·马尔科夫
塞拉·马尔科夫（英語：Sera Markoff，1971年7月6日—），女，美国天体物理学家，阿姆斯特丹大学安东·潘涅库克研究所教授。